# Ercole Miani
Ercole Miani, nom de bataille "Villa" (né à Visignano d'Istria en 1893, mort à Trieste le 2 novembre 1968) est un résistant italien pendant la Seconde Guerre mondiale.

## Biographie
Ercole Miani est un adepte des principes patriotique et républicains de Giuseppe Mazzini. Lors de la déclaration de la Première Guerre mondiale, il s'expatrie de l'empire austro-hongrois et il s'engage dans l'armée italienne. Pendant le conflit, il est un opposant aux attaques de masse qui envoient l'infanterie  à la boucherie. Il participe à la bataille de la Bainsizza (Arditi) où il est nommé sur le champ de bataille capitaine et il est décoré à plusieurs reprises. À Fiume (1919) il fait partie de l'aile gauche du mouvement des légionnaires de Fiume.
Miani s'oppose à la montée du fascisme, il rejoint avec Gabriele Foschiatti le mouvement Giustizia e Libertà, mais il est arrêté et il reste en permanence sous la vigilance de la police. Après le 25 juillet 1943, il est l'un des organisateurs du Parti d'action à Trieste. Il conduit les formations Giustizia e Libertà pendant l'insurrection.
En 1945 il est arrêté par le commissaire de police Gaetano Collotti et il est torturé avant d'être relâché grâce à l'intercession de fascistes qui compte tenu de la fin du régime, pensent échapper à leurs futures punitions. Après que son bourreau est reçu une reconnaissance pour ces faits d'armes, Maini refuse tout honneur, il recevra cependant la médaille d'or de la valeur militaire. En 1953, il crée l'Institut pour l'histoire du mouvement de libération du Frioul et de la Vénétie, qu'il dirigera jusqu'à sa mort.

## Sources
- (it) Cet article est partiellement ou en totalité issu de l’article de Wikipédia en italien intitulé « Ercole Miani » (voir la liste des auteurs) du 23.10.2007.